# 530.
530. je četrto desetletje v 6. stoletju med letoma 530 in 539. 